# 레인-엠덴 방정식

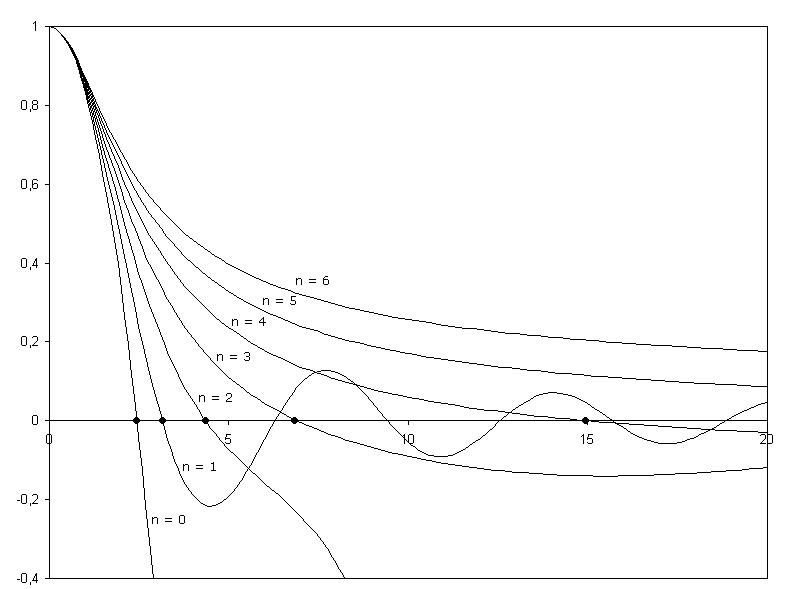
0, 1, 2, 3, 4, 5, 6인 경우의 각각의 레인-엠덴 방정식의 해.

레인-엠덴 방정식(Lane-Emden equation)은 천체물리학에서 구면대칭적으로 분포한 폴리트로프 유체가 자체 중력으로 침하할 때 그 중력 퍼텐셜에 대한 푸아송 방정식을 차원이 없는 형태로 변형한 것이다. 천체물리학자 조너선 호머 레인과 로버트 엠덴의 이름이 붙었다. 방정식은 다음과 같은데
{\displaystyle {\frac {1}{\xi ^{2}}}{\frac {d}{d\xi }}\left({\xi ^{2}{\frac {d\theta }{d\xi }}}\right)+\theta ^{n}=0}
여기서 {\displaystyle \xi }는 차원이 없는 반경이고 {\displaystyle \theta }는 {\displaystyle \rho =\rho _{c}\theta ^{n}} 관계로 밀도에 관계있는 값이다. 이때 {\displaystyle \rho _{c}}는 중심 밀도이다. 지수 {\displaystyle n}은 폴리트로프 상태 방정식
{\displaystyle P=K\rho ^{1+{\frac {1}{n}}}\,}
에서 나타나는 폴리트로프 지수이다. {\displaystyle P}와 {\displaystyle \rho }는 각각 압력과 밀도이고, {\displaystyle K}는 비례상수이다. 표준 경계 조건은 {\displaystyle \theta (0)=1}, {\displaystyle \theta '(0)=0}이다. 압력, 밀도, 반지름의 추세를 설명하는 해는 지수 {\displaystyle n}의 폴리트로프(polytropes)라고 한다.